# 盧學書
盧學書（1469年—？），字用中，江西臨江府清江縣人，民籍，明朝政治人物。

## 生平
弘治十四年（1501年）辛酉科江西鄉試第七十八名舉人。弘治十五年（1502年）中式壬戌科會試第一百七十七名，二甲第八十六名進士。歷官南京工部员外郎，正德十年（1515年）七月升廣東按察司佥事。

## 家族
曾祖盧彥德；祖父盧偁，教授；父盧遜，知縣。母熊氏。永感下。兄學思。弟學詩。